# Несбитт, Кейт
Кейт Луиз Несбитт MC (англ. Kate Louise Nesbitt), родилась 21 апреля 1988 в Плимуте) — британская женщина-моряк, матрос 1-го класса Королевской военно-морской медицинской службы; первая женщина-моряк и вторая женщина в истории вооружённых сил Великобритании, награждённая британским Военным крестом. Награждена за «проявление образцовой храбрости во время активных действий против врага»: во время войны в Афганистане Кейт неоднократно спасала попавших под обстрел сослуживцев.

## Происхождение
Уроженка округа Уайтли. Училась в Общественном колледже имени сэра Джона Ханта. Отец — Клайв Несбитт (англ. Clive Nesbitt), бывший колор-сержант Королевской морской пехоты, служивший там на протяжении 22 лет. Есть также два брата, служащие в британских войсках.
Рост Кейт — 5 футов (примерно 152 см).

## Военная карьера
Несбитт заступила на службу в британские ВМС в 2005 году, пройдя медицинское обследование и курсы по физической подготовке, организованные Британской ассоциацией неотложной помощи (BASICS) на базе Королевской морской пехоты в шотландском Арброте. После медицинского обследования она перешла в Тренировочный центр британских коммандос и Королевской морской пехоты в Лимпстоуне и была направлена в экипаж эсминца типа 42 HMS Nottingham.
С октября 2008 по март 2009 Несбитт служила в Афганистане в рамках операции «Херрик» — британских союзных обязательств по оказанию помощи антитеррористическим силам в Афганистане. Будучи матросом 1-го класса, Несбитт была назначена медицинским помощником при 3-й бригаде специального назначения, работая при поддержке роты «C» 1-го батальона полка «Стрелков» (1 RIFLES). (Королевские военно-морские силы регулярно оказывают медицинскую поддержку 3-й бригаде коммандос, базирующейся в Плимуте).
По возвращении из Афганистана Несбитт устроилась работать в хирургическом отделении Деррифордского военного госпиталя в Плимуте. В 2015 году получила квалификацию помощника фармацевта ВМС, в апреле 2017 года переведена в медицинско-техническую службу.

## Награждение Военным крестом

### Медаль

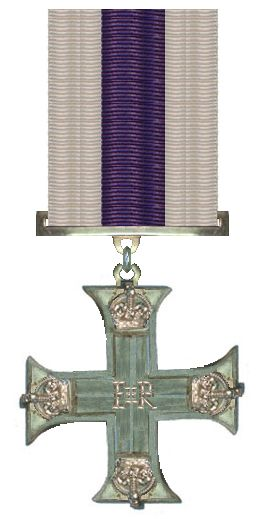
Британский Военный крест

Военным крестом может награждаться любой военнослужащий британской сухопутной армии, флота, морской пехоты и авиации в знак отметки «акта или актов образцовой храбрости во время активных действий против врага на суше». 12 марта 2009 после засады талибов имя Кейт Несбитт стало известно по всей стране. 21-летняя девушка стала первой женщиной-моряком британского флота и второй женщиной вооружённых сил Великобритании, получившей такую награду (первой была рядовая Мишель Норрис из Королевского армейского медицинского корпуса, награждённая за проявленную храбрость в Ираке в 2006 году). Ранее в подобных случаях низшим чинам вручалась Воинская медаль, однако после её упразднения в 1993 году Военным крестом стали награждаться все военнослужащие без исключения. Несбитт стала первым уорент-офицером британских ВМС, награждённым Военным крестом, и первым британским моряком, который получил награду после окончания Второй мировой войны (ведутся споры, что это награждение может быть первым со времён окончания и Первой мировой войны).

### Засада талибов
Кейт Несбитт прославилась благодаря своим действиям во время засады талибов. 12 марта 2009 Кейт Несбитт, находясь под постоянным огнём талибов, оказала срочную медицинскую помощь 22-летнему младшему капралу 1-го батальона полка Стрелков Джону Листу, уроженцу Холсуорти.
В тот день отряд Листа проводил пятидневную операцию в округе Марьях провинции Гильменд, чтобы обеспечить безопасность в преддверии грядущих выборов в Афганистане. В середине дня отряд попал в засаду талибов, завязав бой. Лист получил огнестрельное ранение в шею. Несбитт по рации получила сообщение о раненом и дислокацию раненого, после чего пробежала 60-70 метров, несмотря на обстрел, и нашла истекающего кровью Листа, которому было трудно дышать: пуля прошла через верхнюю губу, разбила челюсть и вышла в через шею рядом с щекой. В течение 45 минут Кейт оказывала помощь, сумев остановить кровотечение и восстановить Листу дыхание. Всё это время боевики обстреливали британцев из автоматов и гранатомётов, но Кейт оставалась рядом с Джоном, дожидаясь эвакуации. Лист рассказывал следующее об инциденте:

Я почувствовал удар в челюсть, а потом только я понял, что лежу на спине. Тогда я подумал, что всё кончено. Кейт появилась из ниоткуда и убедила меня, что всё будет хорошо.
Оригинальный текст (англ.)I felt the impact go through my jaw, and the next thing I knew I was on my back. I thought that was it. Kate appeared from nowhere, reassuring me everything would be ok.

Раненого Листа эвакуировали в госпиталь на вертолёте AgustaWestland AW101. Через три недели Несбитт вернулась домой. Встретилась она с Листом в мае 2009 года во время парада полка Стрелков и церемонии награждения отличившихся, которая прошла в казармах в Чепстоу. Джон Лист, который после ранения восстанавливал речевые навыки, поблагодарил Несбитт за своё спасение.

### Награждение
О представлении к награде Несбитт было объявлено 11 сентября 2009. Джон Лист и Кейт Несбитт присутствовали на Девонских памятных мероприятиях, проходивших в Эксетерском университете 5 ноября 2009. Несбитт также выступала с речью в Лондоне 7 ноября 2009 в Альберт-холле на фестивале Королевского британского легиона.
27 ноября 2009 в Букингемском дворце состоялась церемония награждения: Крест вручал Кейт лично принц Чарльз. В министерстве обороны сообщили следующее о награждении Несбитт:

Действия матроса Несбитт на протяжении ряда наступательных операций были образцовыми. Рискуя жизнью, она проявляла самоотверженность и мужество, которые вдохновляли окружающих. Она действовала в лучших традициях вооруженных сил страны.
Оригинальный текст (англ.)Nesbitt's actions throughout a series of offensive operations were exemplary; under fire and under pressure her commitment and courage were inspirational and made the difference between life and death. She performed in the highest traditions of her service.

## Награды
|  | Военный крест (MC)                                   | Ноябрь 2009              |
|  | Медаль «За участие в военной кампании в Афганистане» | С пометкой «Afghanistan» |
|  | Медаль Бриллиантового юбилея королевы Елизаветы II   | 2012                     |